# Granelli (alimento)
(Pellegrino Artusi, La scienza in cucina e l'arte di mangiar bene)

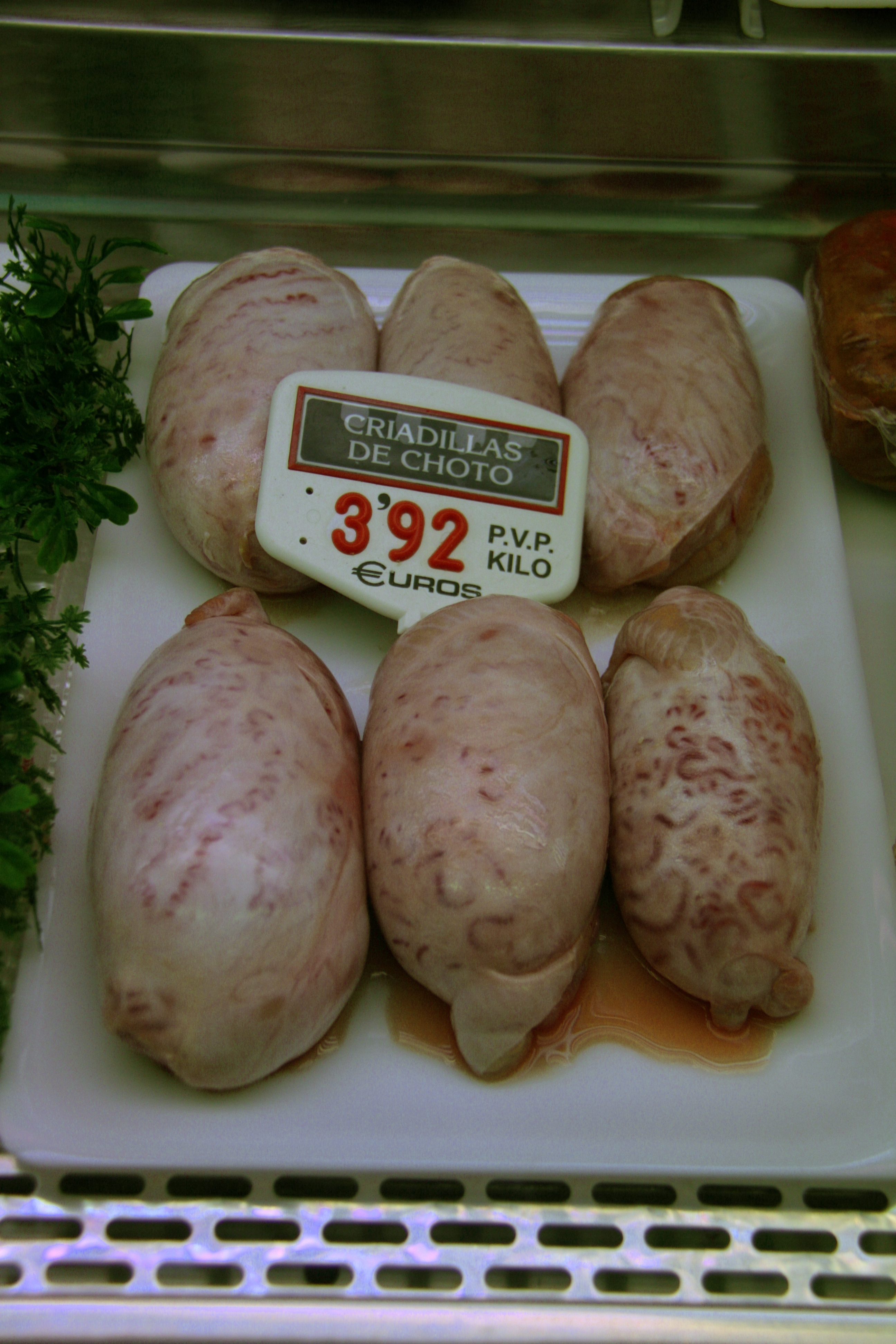
Granelli di vitello in vendita al mercato (Spagna).

Granelli o, più raramente, granelle, è il nome che prendono i testicoli quando vengono considerati come alimento. Fanno parte della categoria gastronomica delle frattaglie.
Vengono utilizzati come alimento soprattutto i testicoli di varie specie di animali di allevamento quali bovini, suini, ovicaprini e pollame.

## Trattamento preliminare

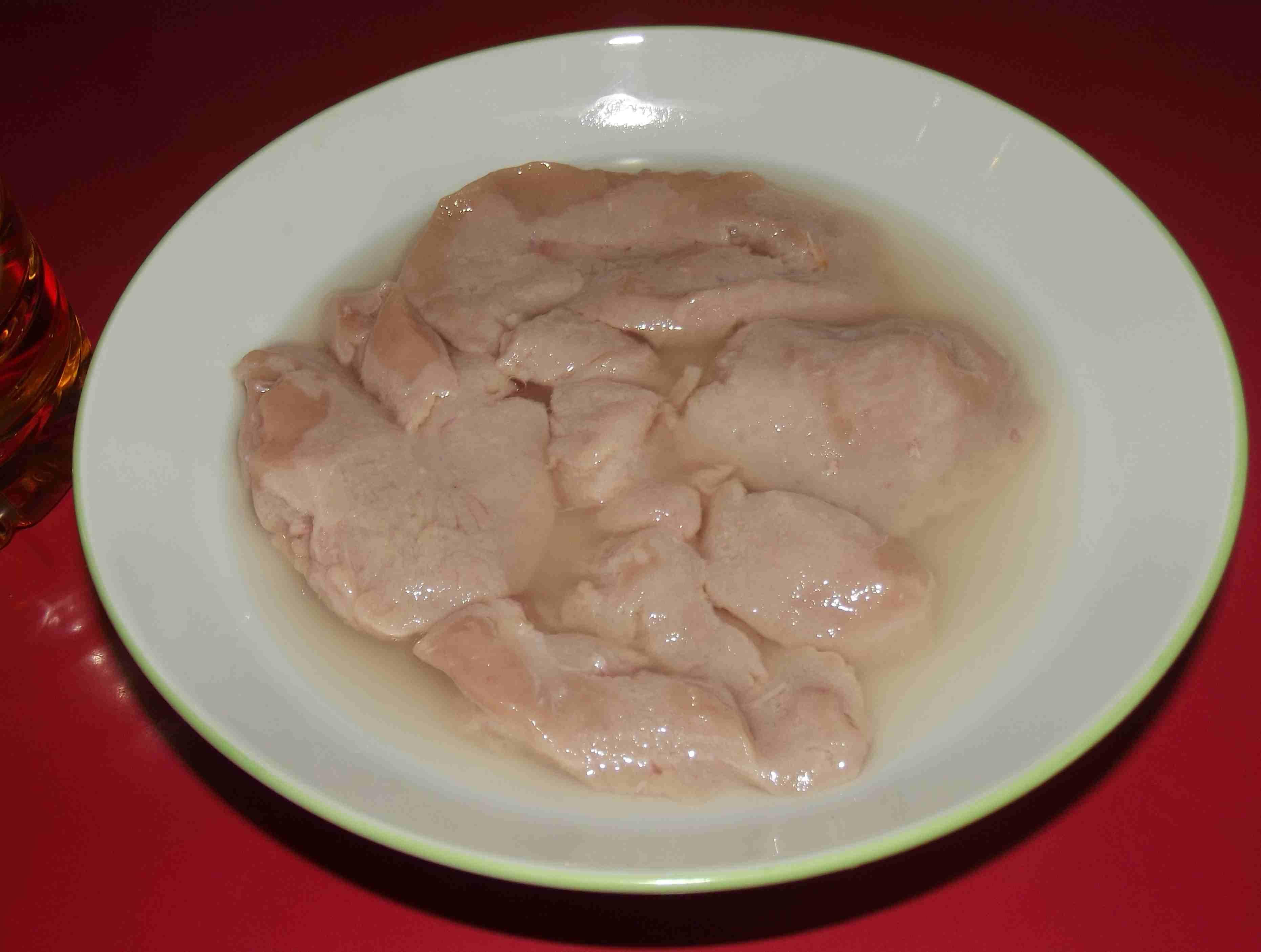
Granelli a fettine con acqua e aceto

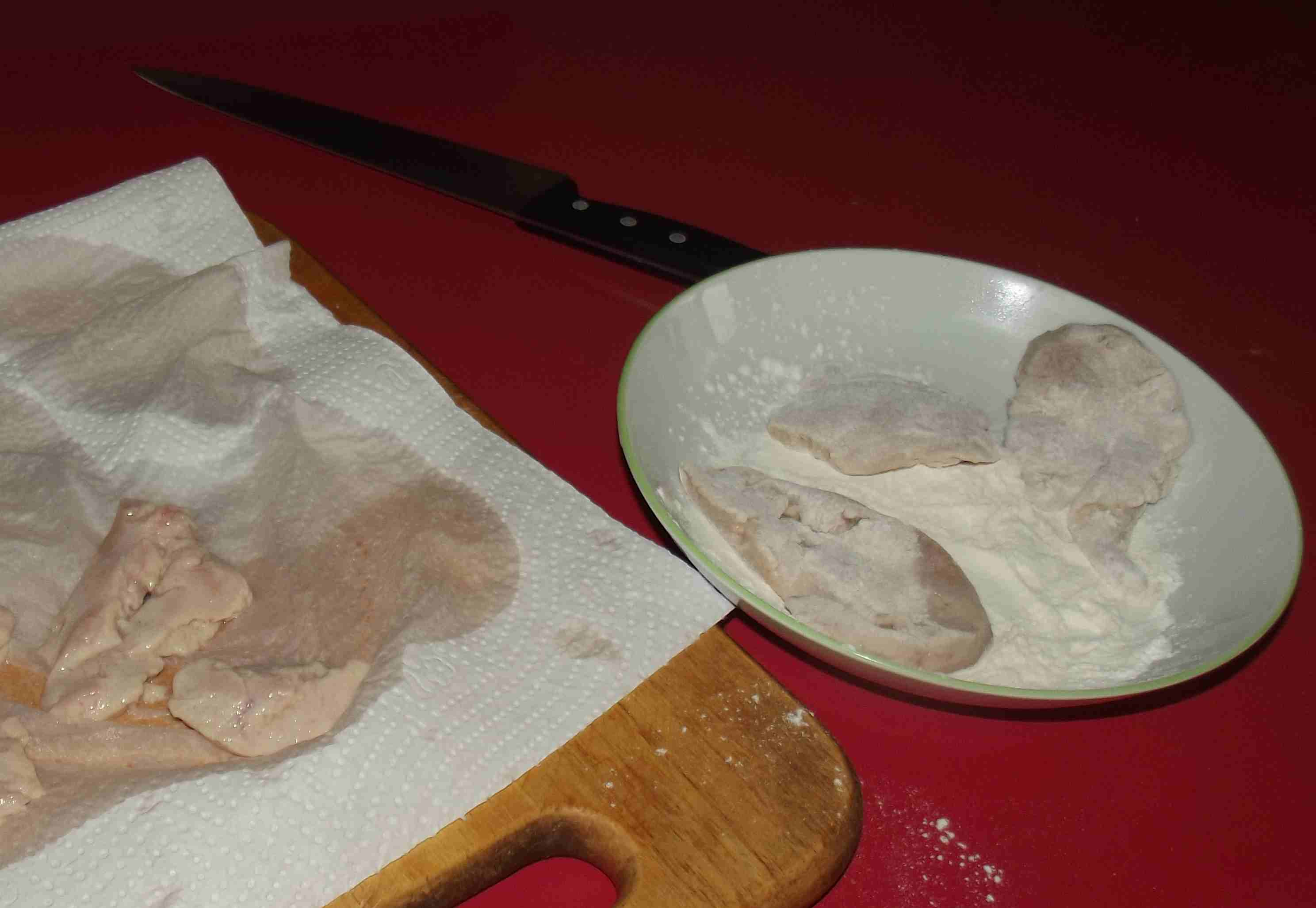
Infarinatura

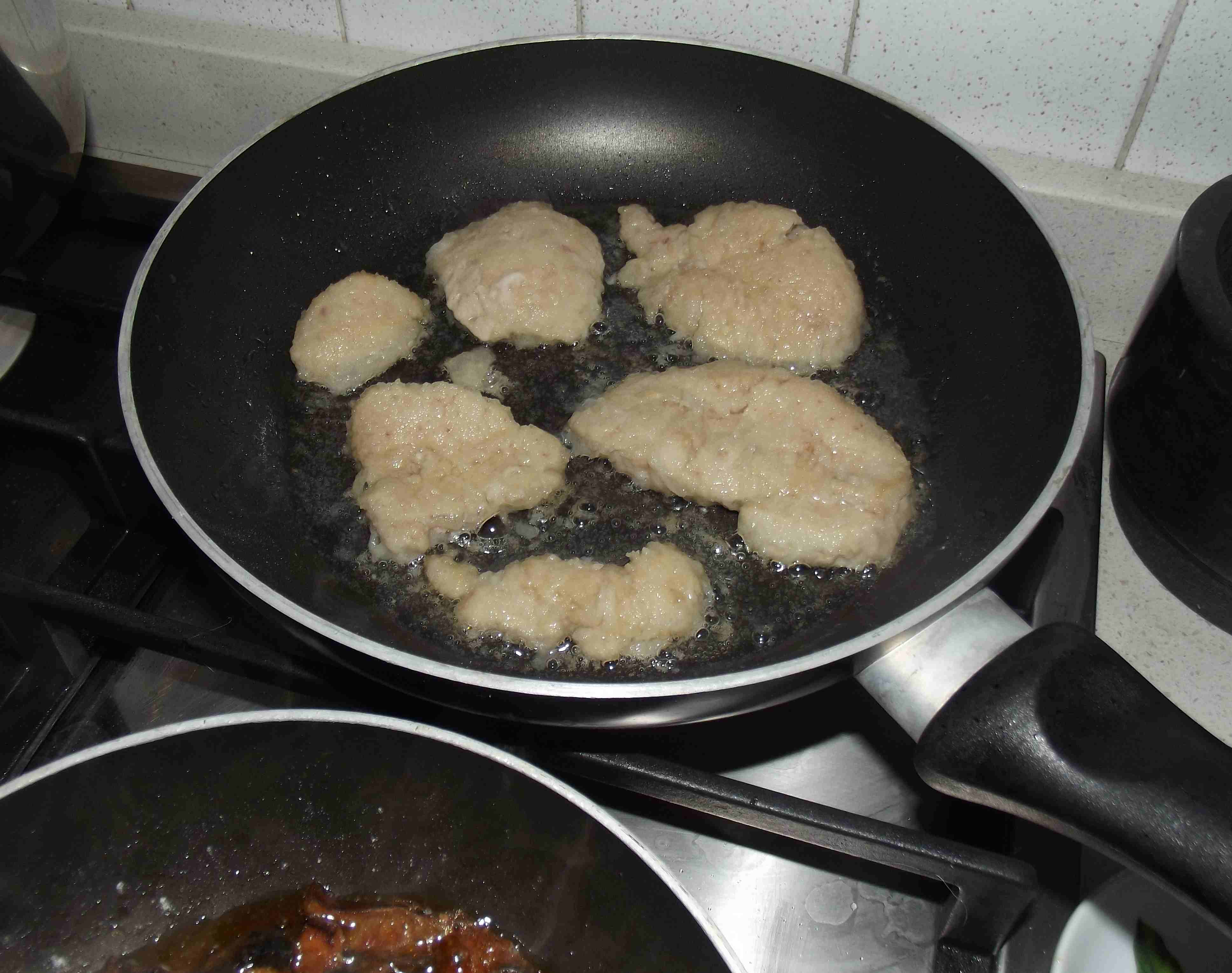
Frittura in padella

I granelli sono spesso venduti già dissanguati, puliti e privati delle parti esterne, che anatomicamente corrispondono allo scroto e all'epididimo.
Per poterli affettare con più facilità viene consigliato di passarli brevemente in frigo o nel congelatore, in modo da farli leggermente indurire. Le fettine ottenute possono poi venire marinate per qualche tempo in acqua salata con aceto bianco, dopodiché vanno asciugate.
In alternativa prima della cottura possono essere sbollentati per alcuni minuti.

## Ricette
I granelli vengono generalmente consumati infarinati e/o passati nell'uovo e fritti, con l'eventuale aggiunta di aglio, marsala o erbe aromatiche. Possono essere anche accompagnati da funghi o verdure quali ad esempio i finocchi fritti. Tra le varianti della frittura c'è quella dell'impanatura con uovo e pangrattato; i testicoli di montone cucinati in questo modo negli USA prendono il nome di lamb fries.

### Nelle cucine regionali
I granelli appaiono come ingrediente di varie ricette regionali.
Rappresentano ad esempio un componente importante di due classici piatti della cucina piemontese, il fritto misto e la finanziera, nei quali vengono utilizzati insieme a varie altre frattaglie.
Nella regione francese del Limousin i testicoli ovini vengono chiamati colhas de moton; dopo essere stati dissanguati, provocandone il parziale sbianchimento, essi vengono affettati piuttosto finemente e passati in pentola. Durante la cottura si aggiunge un trito di aglio e prezzemolo ed una punta di succo di limone.
Vanno serviti ben caldi e possono essere accompagnati con un bianco della Corrèze o con del coteaux de Verneuil
I granelli sono piuttosto apprezzati anche in varie regioni della Spagna, dove prendono il nome di criadillas. Ad esempio a Murcia vengono cucinati alla piastra.

## Aspetti nutrizionali
Un tempo i granelli, data la loro morbidezza, il gusto delicato e l'alta digeribilità, venivano considerato un cibo molto adatto agli anziani ed ai bambini.
Si tratta però di un alimento ad alto tenore di colesterolo.

## Nella cultura e nel folclore
Nell'antichità ai granelli erano attribuite proprietà afrodisiache. Queste erano considerate maggiori nei testicoli di specie animali delle quali era nota una intensa attività copulatoria quali montoni, cervi, galli e cinghiali. Si pensava che anche le donne traessero giovamento dal consumo di testicoli animali in quanto questo tipo di pietanza avrebbe contribuito a renderle di aspetto più florido e piacevole. Con lo sfumare di queste convinzioni i granelli, in varie nazioni, sparirono gradualmente dalle tavole dei ceti più abbienti per diventare un cibo destinato ai più poveri.
In varie culture la fama dei granelli come afrodisiaci naturali continua però ad essere ben viva, e questo minaccerebbe in taluni casi la conservazione di specie animali quali le tigri e i canguri.
Nel villaggio serbo di Lunjevica (comune di Gornji Milanovac) viene organizzata annualmente una manifestazione definita campionato mondiale di cottura testicoli. Il vincitore, scelto tra una ventina di concorrenti, è chi prepara il migliore gulasch a partire da testicoli di vari animali tra i quali asini, cavalli, bovini e ovini.

## Note

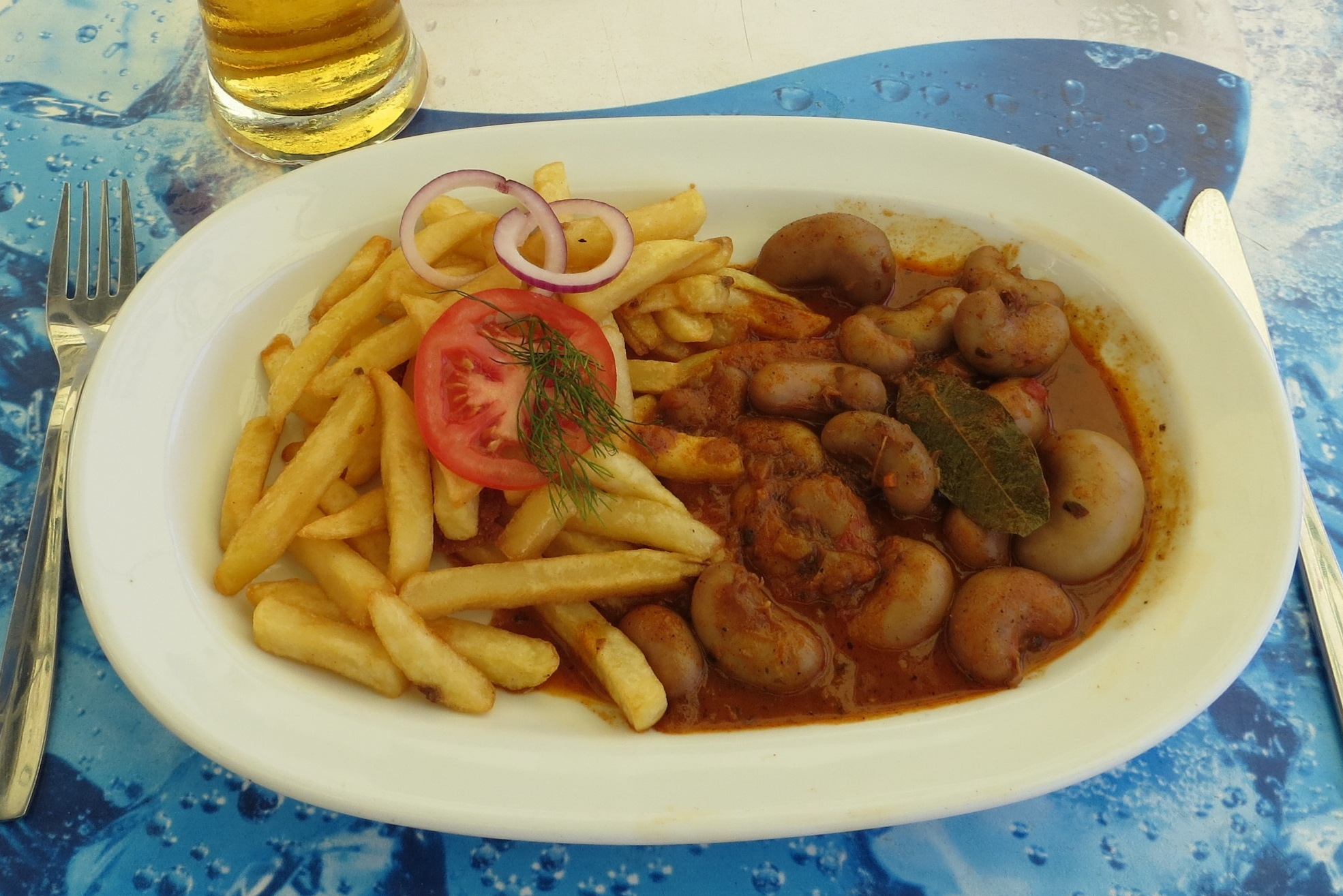
Testicoli di gallo stufati (Enying, Ungheria)